# Ilias Picta
Ilias Picta és el nom que rep un manuscrit del segle V que reprodueix fragments de la Ilíada. Malgrat que només se'n conserven porcions de les miniatures i del text, es tracta d'un document de gran valor per ser l'única obra il·lustrada d'Homer produïda a l'Antiguitat que ha sobreviscut al pas del temps.
El manuscrit té com a suport el pergamí i conté 58 miniatures i 51 fragments textuals llegibles. L'abundància de vestits de color verd ha ajudat a datar-lo, ja que correspon a una època en què els poderosos escollien aquest color de manera preferent. Des de 1609 es troba a la biblioteca Ambrosiana.

## Referències

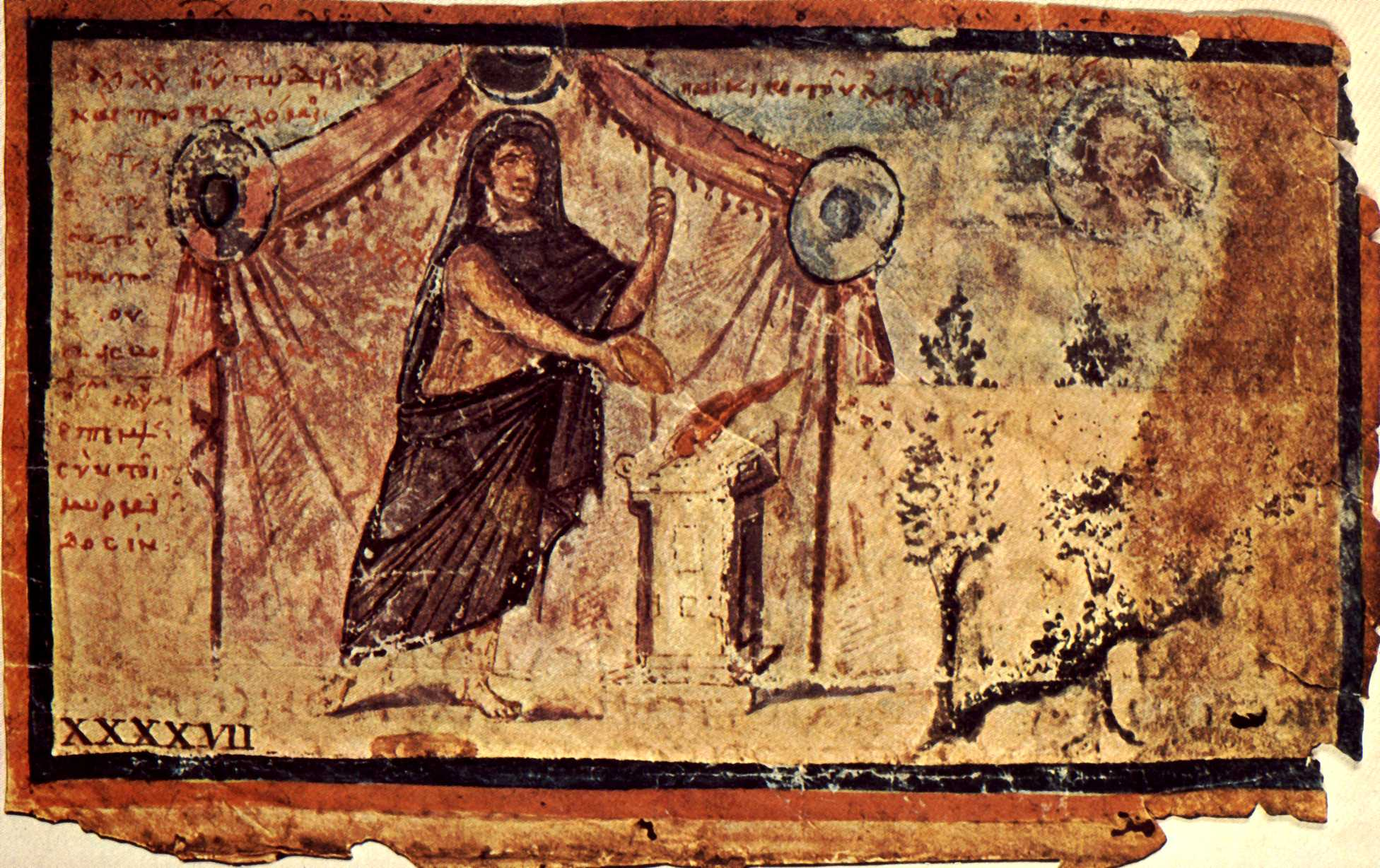
Fragment d'una il·lustració